# اکوتی هلدینگ
اکوتی هلدینگ (انگلیسی: Equity Holdings) شرکت خدمات مالی کنیایی است، که در سال ۱۹۸۴ تأسیس شد.